# Antoine Joseph Secrétan
Antoine Joseph Secrétan, né en 1773 au moulin de la Rochelle à Grusse, dans le département du Jura,, et mort 12 janvier 1837 également à Grusse, est un colonel-major de la Garde impériale de Napoléon Ier.

## Biographie
Pendant la Révolution française, Joseph Secrétan s'engage dans les volontaires nationaux.
Il continue sa carrière sous le Premier Empire et est décoré de la Légion d'honneur en 1804. Il devient en 1811, chef de corps du 8e régiment de voltigeurs de la Garde impériale puis en 1815 du 1er régiment de voltigeurs de la Garde impériale. Il participe à la campagne de France. Lors de la bataille de Paris, il prend position à Aubervilliers et est blessé durant le combat. Durant les Cent-Jours, il est à l'Armée du Nord et combat à Waterloo.
Lors de la seconde Restauration il se retire dans son château, à Grusse, de style néo-classique, situé au milieu d'un parc en pente. Il y meurt le 12 janvier 1837 et y est enterré dans sa propriété.

## Honneurs
L'avenue Secrétan située dans le 19e arrondissement de Paris porte son nom.
Le marché Secrétan porte également son nom.

## Titres
- Colonel-major
- Chevalier Secrétan et de l'Empire
- Baron Secrétan et de l'Empire
- Baron Secrétan